# شمال غرب كوفنتري (دائرة انتخابية في المملكة المتحدة)
شمال غرب كوفنتري (بالإنجليزية: Coventry North West)‏ هي إحدى الدوائر الانتخابية في المملكة المتحدة الممثلة في مجلس العموم في برلمان المملكة المتحدة.
عضو البرلمان الذي يمثلها حالياً هو :Mr Geoffrey Robinson (Lab).